# Bow (chanson)
Singles de Kasabian
bumblebeee
(2014) stevie
(2014)
Pistes de 48:13
eez-eh
(11) s.p.s
(13)
bow est le troisième single du cinquième album studio du groupe de rock britannique Kasabian publié le 10 octobre 2014 uniquement en Italie.

## Liste des chansons
Toute la musique est composée par Sergio Pizzorno.
| No | Titre | Durée |
| -- | ----- | ----- |
| 1. | bow   | 4:27  |